# Une nuit à Téhéran
 (décembre 2019).
Pour plus de détails, voir Fiche technique et Distribution.
Une nuit à Téhéran (en persan : بعد از تو) est un film iranien écrit et réalisé par Farhad Najafi , sorti en 2019.

## Synopsis
New York, Tokyo et Mumbai ont tous leur propre vie nocturne. Téhéran aussi, un monde souterrain nocturne pas comme les autres - une jeune fille à la recherche de son bonheur dans le chaos de ce monde affamé monte dans un taxi de nuit, ignorant comment sa vie va changer à jamais.

## Fiche technique
- Réalisateur : Farhad Najafi
- Montage : Behrang Sanjabi
- Mixe de son : Alireza Alavian
- Producteur : Mohammad Ahmadi
- Distribution : Raft Films
- Format : couleur
- Langue : persan
- Pays d'origine :  Iran

## Prix et nominations
| Award                                     | Date de cérémonie | Catégorie     | bénéficiaire(s) | Résultat   | Ref(s) |
| ----------------------------------------- | ----------------- | ------------- | --------------- | ---------- | ------ |
| Milestone Worldwide Film Festival         | Août 2019         | Meilleur film | Farhad Najafi   | Lauréat    | [ 3 ]  |
| Queen Palm International Film Festival    | Août 2019         | Meilleur film | Farhad Najafi   | Lauréat    | [ 4 ]  |
| White Unicorn International Film Festival | Septembre 2019    | Meilleur film | Farhad Najafi   | Nomination | [ 5 ]  |
| Festival de Cinema de Alter do Chão       | Septembre 2019    | Meilleur film | Farhad Najafi   | Nomination | [ 1 ]  |
| DIRECTORS CUT INT'L FILM FESTIVAL         |                   | Meilleur film | Farhad Najafi   | Nomination |        |